# Aptynty
Aptynty (deutsch Aftinten) ist ein Dorf in Polen in der Woiwodschaft Ermland-Masuren. Es gehört zum Powiat Kętrzyński, Gmina Barciany (Landgemeinde Barten). Das Dorf bildet ein Schulzenamt (Sołectwo), zu dem das Dorf Wielewo (Willkamm) gehört.

## Geographische Lage

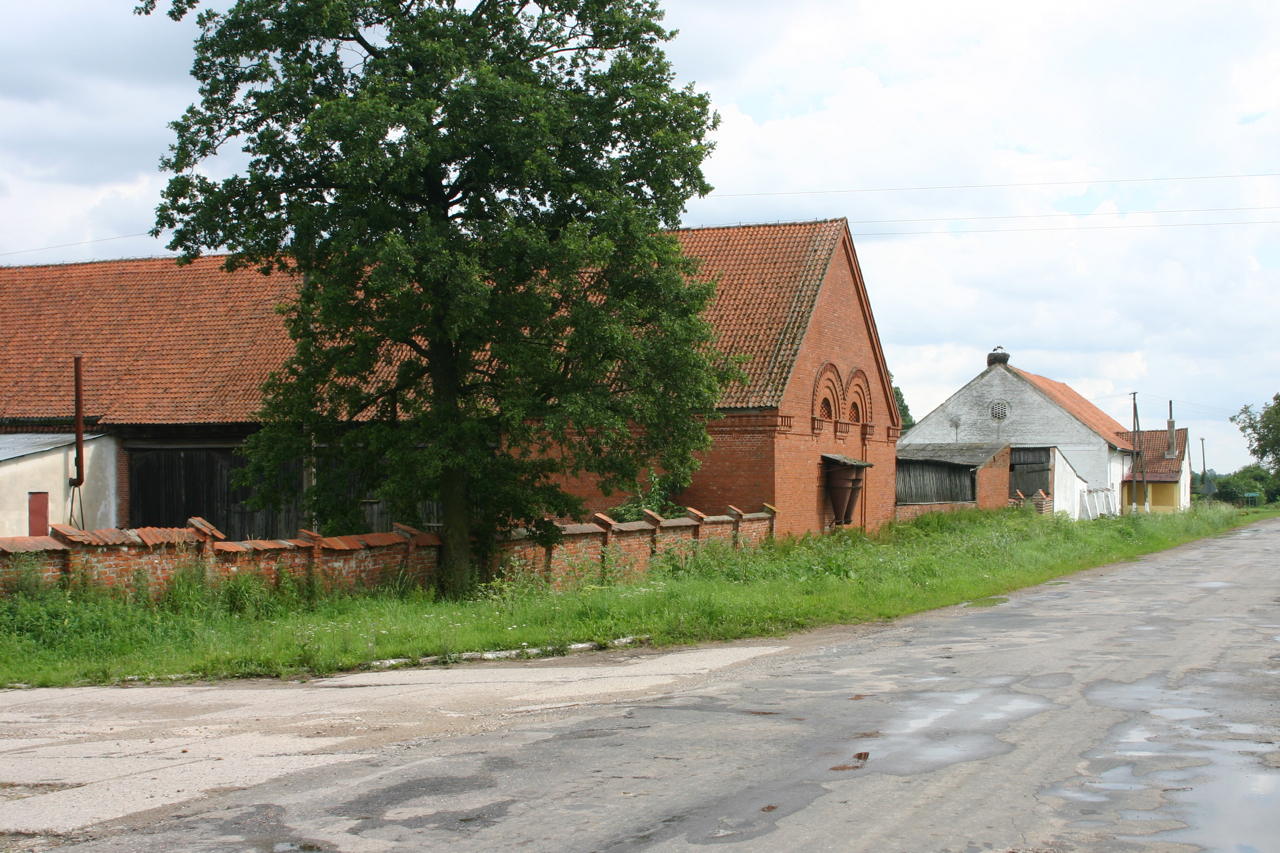
Gehöft in Aptynty

Aptynty liegt im Nordosten Polens. Die polnische Staatsgrenze zur russischen Oblast Kaliningrad liegt etwa drei Kilometer nördlich von Aptynty. Benachbarte Dörfer sind zwei Kilometer nördlich Michałkowo (Langmichels), drei Kilometer östlich Arklity (Arklitten) und Mołtajny (Molthainen, 1938–1945 Molteinen), zwei Kilometer südlich Kotki (Krausen) und etwa einen Kilometer westlich Wielewo (Willkamm). Das Dorf liegt entlang der Straße Richtung Arklity. Die Westgrenze des Dorfes wird von der Woiwodschaftsstraße 591 (droga wojewódzka 591) gebildet.

## Geschichte
Im Jahr 1342 wird der Ort als czu Abetimte erstmals urkundlich erwähnt. Der Name des Dorfes ist prußischen Ursprungs. Er leitet sich von „ape-temt“ ab (Fluss und anschwellen) und bezieht sich auf einen namenlosen Bach, der in den Omel mündet. Ab 1528 hieß das Dorf „Abthinthen“, ab 1780 „Aftinten“ und „Awtinten“. Mitte des 14. Jahrhunderts stand der Hochmeister Ludolf König von Wattzau dem Dorf eine Fläche von zwei Haken (etwa 20 Hektar) zu. Zum Gut gehörte damals ein Mühlteich.
1437 bestand das Dorf aus insgesamt zehn Hufen, davon sechs Bauernhufen. Es bestanden drei Freigüter. 1472 ging das Dorf, mit inzwischen 16 Hufen Fläche, aus prußischem/preußischem Eigentum in deutsche Hand mit Magdeburger Recht über.
Spätestens Ende des 19. Jahrhunderts wurde in Aftinten Imkerei betrieben und auch Bienen gezüchtet. 1885 lebten 120 Menschen in der Siedlung.
Bis 1928 gehörte Aftinten zum Gutsbezirk Arklitten (polnisch Arklity), danach bis 1945 zur Gemeinde Molthainen (1938 bis 1945 Molteinen, polnisch Mołtajny) im ostpreußischen Kreis Gerdauen.
Um 1890 gab es in dem Vorwerk Aftinten einen Handstrichbetrieb für Ziegel, Dachpfannen und Rohre, welcher an der Straße in Richtung Arklitten lag. Die zwei bestehenden Pressen wurden mit Handkurbeln bedient. Nach 1900 erfolgte die Umrüstung auf den Antrieb durch einen Benzolmotor mit 30 PS. Dieser explodierte nach einigen Jahren und wurde später durch eine Lanz-Lokomobile ersetzt. Damit wurde der Betrieb bis zu seiner Stilllegung im Jahr 1940 sichergestellt.
Im Januar 1945 nahm die Rote Armee die Gegend ein. In der Folge des Krieges wurde Aftinten als „Aptynty“ Teil Polens. Es wurde eine landwirtschaftliche Genossenschaft gegründet und in den folgenden Jahren wurden drei Wohnblöcke errichtet.

## Kirche
Bis 1945 war Aftinten in die evangelische Kirche Molthainen in der Kirchenprovinz Ostpreußen der Kirche der Altpreußischen Union sowie in die römisch-katholische Kirche Insterburg (heute russisch Tschernjachowsk) im Bistum Ermland eingepfarrt.
Heute gehört Aptynty zur evangelischen Kirchengemeinde in Barciany, einer Filialgemeinde der Johanneskirche Kętrzyn in der Diözese Masuren der Evangelisch-Augsburgischen Kirche in Polen. Katholischerseits besteht in Aptynty jetzt eine eigene Kirche, die als Filialkirche der Pfarrei St. Anna Mołtajny im Erzbistum Ermland zugeordnet ist.

## Wirtschaft und Infrastruktur

### Verkehr
Durch den Westen Aptyntys verläuft die Woiwodschaftsstraße 591, die frühere deutsche Reichsstraße 141. In nördlicher Richtung führt sie nach Michałkowo (Langmichels) und anschließend weiter zur polnisch-russischen Staatsgrenze. Ein Grenzübergang zur Oblast Kaliningrad besteht nicht. In südlicher Richtung führt sie unter anderem nach zehn Kilometern nach Barciany (Barten)und nach 25 Kilometern nach Kętrzyn (Rastenburg) und dann weiter bis Mrągowo (Sensburg).
In dem Dorf besteht eine Linienbusverbindung nach Barciany und Kętrzyn im Süden und Momajny (Momehnen) im Nordwesten.
Das Dorf verfügt über keinen eigenen Bahnanschluss. Die nächste Bahnstation befindet sich im etwa 20 Kilometern südwestlich gelegenen Korsze (Korschen) bzw. im 25 Kilometern südlich gelegenen Kętrzyn. Von dort bietet die PKP Direktverbindungen nach Olsztyn (Allenstein) und Posen  sowie nach Ełk (Lyck) und Białystok an.
Der geographisch nächste internationale Flughafen ist der Flughafen Kaliningrad, der sich etwa 80 Kilometern nordwestlich auf russischem Hoheitsgebiet und außerhalb der Europäischen Union befindet. Der nächste internationale Flughafen auf polnischem Staatsgebiet ist der etwa 185 Kilometern westlich gelegene Lech-Wałęsa-Flughafen Danzig.

### Ansässige Unternehmen
Im Osten des Dorfes befindet sich das Landwirtschaftsunternehmen Agro-Skandawa sp. z .o.o. Weiterhin gibt es die Nichtregierungsorganisationen Stowarzyszenie „Edukacja Inaczej“ und Stowarzyszenie Aktywności Lokalnej Sołectwa Aptynty.

### Bildung
1994 wurde die Grundschule in Aptynty geschlossen. Seitdem gehen die Schüler in die Schule in Mołtajny. Die nächste Mittelschule (gimnazjum) befindet sich in Barciany, das nächste Gymnasium (liceum) in Kętrzyn.

## Persönlichkeiten

### Aus dem Ort gebürtig
- Johann Ludwig L’Estocq (1712–1779), deutscher Jurist

### Mit dem Ort verbunden
- Carl Friedrich von Rautter (1698–1758), königlich preußischer Generalmajor, Gutsbesitzer in Aftinten